# Гранд-Меса (национальный лес)
Гранд-Ме́са (англ. Grand Mesa National Forest) — национальный лес на западе штата Колорадо, США. Площадь леса составляет 346 555 акров (1402,46 км²). На севере граничит с национальным лесом Уайт-Ривер, на востоке — с национальным лесом Ганнисон.
Территория национального леса занимает части округов Меса, Делта и Гарфилд.
Национальный лес был образован в несколько ином виде 24 декабря 1892 года по решению президента Бенджамина Харрисона под названием «Лесной резерват Бэттлмент-Меса». Текущее название получил по Гранд-Месе, располагающейся на его территории — самой большой столовой горы в мире, площадь которой — почти 1400 км². Средняя высота месы — 3200 м, некоторые участки достигают высоты в 3300 м, пик Леон, самая высокая точка, — 3452 м.
На территории национального леса имеются множество озёр и водохранилищ, а также многочисленные заброшенные шахты.
Штаб-квартира администрации национальных лесов Гранд-Меса, Анкомпагре и Ганнисон располагается в городе Делта. Отделения лесничества имеются в Гранд-Джанкшене.
Первая дорога, построенная на Гранд-Месу для туристических целей, была сооружена в 1895 году. К настоящему времени на территории национального леса проложено свыше 200 миль пешеходных троп.
В непосредственной близости от национального леса проходят магистрали I-70 и US 50. В меридиональном направлении лес пересекает Дорога штата Колорадо SH 65, в 1996 году причисленная к национальным живописным дорогам
Флора этого горного национального леса разнообразна, большая часть леса представлена елью Энгельмана и пихтой шершавоплодной на высоте свыше 3000 м, псевдотсугой Мензиса и тополем осинообразным на высоте 2500—3000 м, дубом Гамбеля и многочисленными кустарниками (ирга ольхолистная, церкокарпус) на высоте 2000—2500 м, и сосной съедобной и можжевельником на высоте до 2000 м.